# Lentini Caciano
Lentini Caciano (Delfzijl, 15 augustus 2001), is een Nederlands-Curaçaos voetballer momenteel uitkomend voor FC Emmen. Op 24 oktober 2020 maakte hij zijn debuut in het betaalde voetbal in de wedstrijd tussen SC Heerenveen en FC Emmen. Op 17 maart 2021 tekende hij een meerjarig contract bij FC Emmen.

## Carrièrestatistieken
| Seizoen                               | Club            | Land            | Competitie      | Competitie | Competitie | Beker | Beker | Internationaal | Internationaal | Overig | Overig | Totaal | Totaal |
| Seizoen                               | Club            | Land            | Competitie      | Wed.       | Dlp.       | Wed.  | Dlp.  | Wed.           | Dlp.           | Wed.   | Dlp.   | Wed.   | Dlp.   |
| ------------------------------------- | --------------- | --------------- | --------------- | ---------- | ---------- | ----- | ----- | -------------- | -------------- | ------ | ------ | ------ | ------ |
| 2020/21                               | FC Emmen        | Nederland       | Eredivisie      | 4          | 0          | 2     | 0     | 0              | 0              | 0      | 0      | 6      | 0      |
| Carrière totaal                       | Carrière totaal | Carrière totaal | Carrière totaal | 4          | 0          | 2     | 0     | 0              | 0              | 0      | 0      | 6      | 0      |
| Bijgewerkt tot en met 26 oktober 2020 |                 |                 |                 |            |            |       |       |                |                |        |        |        |        |

## Interlands
Caciano begon zijn loopbaan als jeugdinternational in 2020 bij het Curaçaos elftal voor spelers onder 20 jaar.
| Jeugdinterlands van Lentini Caciano | Jeugdinterlands van Lentini Caciano | Jeugdinterlands van Lentini Caciano | Jeugdinterlands van Lentini Caciano | Jeugdinterlands van Lentini Caciano                       | Jeugdinterlands van Lentini Caciano |
| Team (№ interlands)                 | Datum                               | Wedstrijd                           | Uitslag                             | Soort Wedstrijd                                           | Doelpunten                          |
| Als speler bij FC Emmen             | Als speler bij FC Emmen             | Als speler bij FC Emmen             | Als speler bij FC Emmen             | Als speler bij FC Emmen                                   | Als speler bij FC Emmen             |
| ----------------------------------- | ----------------------------------- | ----------------------------------- | ----------------------------------- | --------------------------------------------------------- | ----------------------------------- |
| Onder 20 (1.)                       | 19 februari 2020                    | Curaçao – Sint-Maarten              | 5 – 0                               | Kwalificatie CONCACAF-kampioenschap voetbal onder 20 2020 | 1                                   |
| Onder 20 (2.)                       | 21 februari 2020                    | Belize – Curaçao                    | 1 – 2                               | Kwalificatie CONCACAF-kampioenschap voetbal onder 20 2020 |                                     |
| Onder 20 (3.)                       | 23 februari 2020                    | Curaçao – Guadeloupe                | 0 – 1                               | Kwalificatie CONCACAF-kampioenschap voetbal onder 20 2020 |                                     |